# Mikhail Petrovich Petrov
Mikhail Petrovich Petrov (tiếng Nga: Михаил Петрович Петров; 15 tháng 1, 1898 - tháng 10/11, 1941) là một tướng lĩnh Hồng quân Liên Xô trong Chiến tranh Vệ quốc vĩ đại, Anh hùng Liên Xô.

## Thiếu thời và Nội chiến Nga
Petrov sinh ra trong một gia đình nông dân vào ngày 15 tháng 1 năm 1898 tại Zalustezhye, một phần của tỉnh Saint Petersburg. Thời trẻ, ông làm việc cùng với cha mình. Sau khi tốt nghiệp lớp 4, ông chuyển đến Petrograd và làm thợ kim khí tại Nhà máy Putilov ở Petrograd rồi làm tài xế. Tại đây, ông đã tiếp xúc với những người Bolshevik. Tháng 3 năm 1917, ông trở thành một trưởng toán của Đội Cận vệ đỏ 2 Petrograd. Petrov đã tham gia vào cuộc tấn công Cung điện Mùa đông trong Cách mạng Tháng Mười.  Ông gia nhập Hồng quân năm 1918  và chiến đấu trong Nội chiến Nga. Năm 1920, ông trở thành thành viên của Đảng Cộng sản Liên Xô. 

## Những năm nội chiến
Khoảng năm 1920, Petrov được chuyển đến Trung Á và tham gia đàn áp của phong trào Basmachi, một cuộc nổi dậy của người Hồi giáo chống lại sự cai trị của Nga và Liên Xô. Sau đó, ông đã chiến đấu chống lại quân nổi dậy ở Kavkaz trước khi được gửi đến Trường bộ binh Tambov, tốt nghiệp tại đây năm 1923. Khi còn ở trường, ông đã tham gia vào cuộc đàn áp cuộc nổi loạn Tambov. Ông tốt nghiệp trường chính trị Zakavkaz năm 1925. Năm 1932, ông tốt nghiệp khóa huấn luyện chỉ huy thiết giáp. 
Petrov từng là chỉ huy một tiểu đoàn huấn luyện trong Lữ đoàn cơ giới số 1, trước khi chiến đấu trong Nội chiến Tây Ban Nha, từng là một tiểu đoàn trưởng trong lữ đoàn xe tăng của Dmitry Pavlov từ tháng 10 năm 1936 đến tháng 6 năm 1937, được trao tặng Huân chương Sao đỏ vào ngày 2 tháng 1 năm 1937. Ngày 21 tháng 6 năm 1937, ông được trao tặng danh hiệu Anh hùng Liên Xô và Huân chương Lenin vì khả năng lãnh đạo của mình.
Trở về Liên Xô, ông lần lượt là chỉ huy cấp tiểu đoàn, lữ đoàn xe tăng. Năm 1937, ông trở thành chỉ huy một sư đoàn xe tăng. Tháng 6 năm đó, ông trở thành chỉ huy của Quân đoàn cơ giới số 5.
Petrov cũng trở thành một thành viên của Xô viết Tối cao Liên Xô khóa đầu tiên. Năm 1938, quân đoàn của ông được chuyển đổi thành Quân đoàn xe tăng 15. Ông tham gia vào cuộc xâm chiếm Ba Lan của Liên Xô vào tháng 9 năm 1939, trong thời gian đó ông lãnh đạo quân đoàn trong Trận Grodno. Trong chiến dịch này, quân đoàn đã được tiếp tế nhiên liệu bằng dù. Ngày 4 tháng 6 năm 1940, ông được thăng cấp Thiếu tướng. Tháng 7 năm 1940, ông trở thành phó chỉ huy Quân đoàn cơ giới 6. Tháng 10, ông trở thành thanh tra thiết giáp tại Quân khu đặc biệt miền Tây. Năm 1941, Petrov tốt nghiệp các khóa học cao cấp tại Học viện Quân sự của Bộ Tổng tham mưu. Ngày 11 tháng 3 năm 1941, ông được bổ nhiệm làm tư lệnh Quân đoàn cơ giới số 17,  đóng quân gần Slonim. Quân đoàn cơ giới thứ 17 là một biên chế khung cán bộ, chỉ được trang bị 36 xe tăng.

## Thế chiến thứ hai
Khi Chiến dịch Barbarossa nổ ra vào ngày 22 tháng 6 năm 1941, quân đoàn của Petrov đã chiến đấu trong Trận Białystok–Minsk. Quân đoàn ban đầu đóng quân ở phía sau nhưng được chuyển tới Baranovichi để ngăn chặn bước tiến của Đức, sau bước đột phá ban đầu của quân Đức. Ngày 26 tháng 6, nó đã chiến đấu trong các trận chiến phòng thủ quanh Baranovichi, Stowbtsy và Minsk, nhưng Quân đoàn XLVII (Cơ giới) của Đức đã tìm cách xuyên thủng hàng phòng thủ của quân đoàn. Bị áp đảo, Quân đoàn cơ giới số 17 không thể chống cự được lâu dài và tàn quân của nó đành phải rút lui về phía đông đến Berezina, nơi nó có thể liên kết lại với các đơn vị khác của Liên Xô. Nó dã chịu tổn thất nặng nề trong cuộc chiến và vào ngày 5 tháng 7 đã trở thành một phần của Tập đoàn quân 21 sau khi được lệnh chuyển đến Babruysk vào ngày hôm trước. Đến ngày 7 tháng 7, quân đoàn không còn xe thiết giáp và sau đó trong tháng, quân đoàn đã được rút về khu vực Sukhinichi cùng với Tập đoàn quân 4. Sau đó nó được chuyển thành Lữ đoàn xe tăng 147 vào ngày 1 tháng 8.
Đầu tháng 8 năm 1941, Petrov được bổ nhiệm làm chỉ huy của Quân đoàn súng trường 20 ở khu vực Gomel. Ngày 16 tháng 8, ông trở thành chỉ huy của Tập đoàn quân 50 mới của Phương diện quân Bryansk theo chỉ thị Stavka vào ngày 14 tháng 8. Tập đoàn quân 50 tham gia phòng thủ Bryansk và Kaluga, và tiến hành các cuộc phản công không thành công nhằm giải tỏa một đầu cầu của quân Đức trên sông Desna. Khu vực mặt trận tương đối yên tĩnh trong tháng 9 và khoảng thời gian này, trụ sở của Tập đoàn quân 50 đã được nhà báo Vasily Grossman đến thăm. Đầu tháng 10, tập đoàn quân bị bao vây trong Chiến dịch phòng thủ Orel-Bryansk, trong một khu vực được gọi là chiếc túi Bryansk. Ngày 7 tháng 10, trong khi bị bao vây trong túi, Petrov trở thành chỉ huy của Phương diện quân Bryansk sau khi tư lệnh Andrey Yeryomenko bị báo cáo nhầm là đã bị hy sinh.

### Cái chết
Petrov bị thương nặng và tử thương vào khoảng tháng 10, 11 năm 1941, trong nỗ lực phá vây nhằm thoát khỏi chiếc túi Bryansk. Có nhiều thông tin khác nhau về cái chết của Petrov. Theo Aleksandr Maslov, ông đã bị thương nghiêm trọng khi nỗ lực thoát vây và chết vào ngày 10 tháng 10 năm 1941. John Erickson thì lại ghi rằng Petrov bị thương trong cuộc đột phá và được những người lính của mình giấu trong túp lều của một người tiều phu gần Karachev, nơi sau đó ông đã qua đời vì hoại tử vào ngày 13 tháng 10. Năm 1956, con trai của Petrov, Aleksandr Petrov, đã điều tra các trường hợp cái chết của cha mình. Aleksandr kết luận rằng cha mình đã bị bắn xuyên qua cả hai hông trong cuộc đột phá, được đưa đến làng Golynka và ẩn náu trong ngôi nhà của gia đình Novokreshchenovy. Đến lúc này Petrov bị chứng hoại thư và không thể di chuyển. Vợ của Novokreshchenov được cho là đã ném một chiếc áo khoác cũ cho ông khi quân đội Đức tìm kiếm ngôi nhà và nói với quân Đức đấy là chồng mình. Một nhóm binh sĩ Liên Xô khác đã di chuyển ông đi 7 km đến một căn chòi đơn độc. Khi tình trạng hoại thư trở nên tồi tệ hơn, các binh sĩ và người dân đã quyết định đưa ông đến Karachev để chữa trị. Ông đã từ chối và đã chết mười ngày sau đó. 
Petrov được chôn cất gần làng Golynka ở quận Karachevsky. Năm 1956, ông được cải táng tại nghĩa trang Bryansk.

## Huân chương
- Anh hùng Liên Xô (21 tháng 6 năm 1937)
- Huân chương Lenin (21 tháng 6 năm 1937)
- Huân chương Sao đỏ (2 tháng 1 năm 1937)

## Lược sử quân hàm
- Thiếu tá (майор) (25.12.1935);
- Sư đoàn trưởng (комдив) (20.06.1937, thăng vượt 3 cấp);
- Thiếu tướng (генерал-майор) (4.06.1940).